# Livada (Slavonski Brod)
Livada is een plaats in de gemeente Slavonski Brod in de Kroatische provincie Brod-Posavina. De plaats telt ongeveer 15.000 inwoners (2001).